# Carex austroalpina
Carex austroalpina là một loài thực vật có hoa trong họ Cói. Loài này được Bech. mô tả khoa học đầu tiên năm 1939.